# 静岡中央警察署
静岡中央警察署（しずおかちゅうおうけいさつしょ）は、静岡県警察が管轄する警察署の一つ。県警筆頭の大規模警察署。

## 管轄区域
- 静岡市のうち葵区。
- 2006年4月に、静岡南警察署との間で管轄区域が一部変更になり、葵区全域が管轄区域となった（それまでは長田地区や静岡駅南口付近が静岡中央警察署の管轄であり、古庄交番区域が静岡南警察署の管轄であった）。

## 所在地
- 静岡市葵区追手町6番1号

## 沿革
- 1873年（明治6年）6月14日 - 屯所2カ所開設。周辺部を管轄する屯所が有度郡静岡札之辻町自身番所(現・静岡伊勢丹角)、市中を管轄する屯所が安倍郡静岡安西一丁目水月庵(現・水月堂)に設置。
- 1875年（明治8年）10月20日 - 静岡県が邏卒屯所の所管を改め、第四大区(有度郡)邏卒屯所に統合。
- 1876年（明治9年）
  - 9月20日 - 警察静岡出張所を設置。
  - 12月28日 - 警察第一出張所に改称。第三大区(庵原郡)屯所，第四大区分屯所、第四・五大区(安倍郡)屯所、第六・七大区(志田郡・益津郡)屯所・分屯所設置。
- 1877年（明治10年）2月8日 - 静岡警察署に改称。同時に、興津、清水、静岡、藤枝、島田分署に改称。
- 1880年（明治13年）
  - 2月24日 - 蒲原分署を新設、同月27日開署（蒲原警察署の源流）。
  - 10月26日 - 江尻警察署を新設、同月30日開署。同時に、清水・興津両分署を廃止し、蒲原分署を管轄。
- 1882年（明治15年）6月8日 - 藤枝分署を7月1日から藤枝警察署に改称、島田分署を管轄。
- 1883年（明治16年）1月9日 - 静岡分署を同月20日廃止。
- 1884年（明治17年）6月20日 - 江尻警察署を7月1日から静岡警察署江尻分署に改称。蒲原分署を管轄。
- 1886年（明治19年）
  - 7月4日 - 蒲原分署廃止。
  - 10月16日 - 江尻警察署再設。
- 1933年（昭和8年）11月27日 - 静岡市追手町37番地に旧庁舎着工
- 1934年（昭和9年）8月31日 - 竣工。9月15日より業務開始。
- 1948年（昭和23年）3月7日 - 旧警察法により、自治体警察静岡市警察と国家地方警察静岡県安倍地区警察署（管轄区域・安倍郡）が設置された。
- 1952年（昭和27年）3月7日 - 静岡市警察が静岡市南警察署を設置し、静岡市中央警察署に改称。
- 1954年（昭和29年）7月1日 - 新警察法と静岡県警察の設置等に関する条例（昭和29年静岡県条例第28号）の施行により、静岡県警察が発足。静岡県静岡中央警察署となる。
- 1981年（昭和56年）3月23日 - 建て替え工事で現庁舎竣工。同時に静岡県警察本部分館も併設。
- 2006年（平成18年）4月1日 - 静岡南警察署との間で、管轄変更が行われた。

## 組織
- 署長（警視正）
- 副署長（警視）- 警務課、留置管理課
- 会計官（警視相当職）- 会計課
- 刑事官 - 刑事第一課、刑事第二課、生活安全課
- 交通官 - 交通第一課、交通第二課
- 地域官 - 地域課、警備課

## 交番
- 青葉通交番（七間町）
- 上土交番（川合二丁目）
- 麻機交番（北一丁目）
- 安西交番（安西五丁目）
- 安東交番（安東二丁目）
- 井川交番（井川）
- 遠藤新田交番（遠藤新田）
- 沓谷交番（銭座町）
- 静岡駅前交番（黒金町）
- 昭府交番（昭府一丁目）
- 城北交番（北安東四丁目）
- 西部交番（田町四丁目）
- 瀬名交番（瀬名川一丁目）
- 羽鳥交番（羽鳥三丁目）
- 古庄交番（古庄三丁目） - 2006年の管轄区域再編に伴い、静岡南警察署管轄から静岡中央警察署管轄に変更された。
- 本通交番（本通六丁目）
- 水落交番（駿府町）
- 宮ヶ崎交番（宮ケ崎町）
- 弥勒交番（弥勒一丁目）

## 警察官駐在所
- 産女警察官駐在所（産女）
- 梅ヶ島警察官駐在所（入島）
- 大川警察官駐在所（坂ノ上）
- 大原警察官駐在所（大原）
- 清沢警察官駐在所（昼居渡）
- 玉川警察官駐在所（落合）
- 俵沢警察官駐在所（俵沢）